# Precis inornata
Precis inornata är en fjärilsart som beskrevs av Heinrich Neustetter 1916. Precis inornata ingår i släktet Precis och familjen praktfjärilar. Inga underarter finns listade i Catalogue of Life.